# Ка Фабри (Римини)
Ка Фабри је насеље у Италији у округу Римини, региону Емилија-Ромања.
Према процени из 2011. у насељу је живело 162 становника. Насеље се налази на надморској висини од 15 м.